# Hennig Wichmann
Pour les articles homonymes, voir Wichmann.
Hennig Wichmann (mort en 1402) est un des meneurs des Likedeeler, une association d’anciens Frères des victuailles devenus pirates. 
Les Likedeeler dévastent la mer du Nord et la Baltique à la fin du XIVe siècle. Ils possèdent des navires rapides capables de rattraper et capturer facilement les navires de la Hanse. Ils pillent les navires capturés et ne font généralement pas de prisonniers, préférant jeter les survivants par-dessus bord.
En 1402, Hennig Wichmann est capturé puis décapité dans le quartier de Grasbrook, à Hambourg, tout comme 73 de ses hommes, moins d’un an après la capture et l’exécution de plusieurs autres Likedeeler notables : Klaus Störtebeker, Gödeke Michels et Magister Wigbold.

## Sources
- (en) Cet article est partiellement ou en totalité issu de l’article de Wikipédia en anglais intitulé « Hennig Wichmann » (voir la liste des auteurs).